# Geghamasar
Geghamasar (en arménien Գեղամասար ; anciennement Shishkaya) est une communauté rurale du marz de Gegharkunik, en Arménie. Elle compte 1 000 habitants en 2008.